# Тупчій Василь Аркадійович
Василь Аркадійович Тупчі́й (нар. 13 січня 1992, смт Копайгород) — український волейболіст, діагональний нападник, гравець збірної України та ВК «Барком-Кажани» зі Львова.

## Життєпис
Народився 13 січня 1992 року в смт Копайгород.
Є вихованцем вінницького волейболу. Перший тренер — Адольф Георгійович Ліщук.
За час кар'єри виступав за українські ВНАУ та «Хімпром-СумДУ» (Суми), казахстанські «Конденсат-Жайикмунай» (Уральськ) і «Алтай» (Усть-Каменогорськ), французькі «Ніццу» (2017—2018), «Араґо де Сет» (2018—2021) і «Камбре Воллей» (2021—2022).
У збірній України: у 2017 — найкращий гравець у матчах відбору до першости світу; найрезультативніший гравець у фінальному матчі Золотої Євроліги 2021.
Гравець зазнав травми ноги у фінальному матчі Золотої Євроліги у червні 2021. Перебував у попередній заявці збірної України на Євро 2021, готувався разом з командою до старту, але за два тижні до початку турніру Василь вибув із заявки, оскільки не зміг вилікувати наслідки травми.
Став найрезультативнішим гравцем матчу 1/8 фіналу світової першости 2022 зі збірною Нідерландів, набравши 14 очок, з показником ефективности в нападі 68,8 % (11 із 16-ти).

## Досягнення

### Клубні
Україна 
- Чемпіон Вищої Ліги України: 2011—2012.
- Срібний призер України (2): 2013–2014, 2014–2015[9].
- Фіналіст Кубка України: 2013—2014.

 Казахстан 
- Чемпіон Казахстану (2): 2015—2016, 2016—2017.

### У збірній
- Срібний призер Євроліги (2): 2021, 2023.
- Бронзовий призер Кубка Претендентів:  2023.

### Індивідуальні
- Найкращий діагональний Казахстанської ліги в 2015—2016.
- Найкращий діагональний Казахстанської ліги в 2016—2017[10].

- Найкращий подавальник Євроліги 2023.[11]